# Gösta Runström
Karl Gustaf (Gösta) Adolf Runström, född 30 maj 1892 i Sköldinge socken, död 23 augusti 1980 i Göteborg, var en svensk läkare.
Gösta Runström var son till byggmästaren Carl August Runström. Efter studentexamen i Nyköping 1910 studerade han vid Karolinska institutet och blev medicine kandidat 1914, medicine licentiat 1920 och medicine doktor 1933. Han ägnade tidigt röntgenologin sitt intresse och var på detta område lärjunge till Gösta Forssell. Han var underläkare vid Radiumhemmet 1918–1920, amanuens respektive biträdande läkare vid Serafimerlasarettets röntgeninstitut 1920–1921, föreståndare för röntgenavdelningen på Kronprinsessan Lovisas vårdanstalt 1921–1923 och för Garnisonssjukhuset i Stockholms röntgenavdelning 1922–1923 samt biträdande läkare vid professor Forssells privata röntgeninstitut 1922–1923 och vid Serafimerlasarettets röntgenavdelning 1923. Han var lasarettsläkare vid röntgenavdelningen på Umeå lasarett 1924–1927 och på Västerås lasarett 1928–1931. Från 1931 var han överläkare vid Sahlgrenska sjukhusets röntgendiagnostiska avdelning i Göteborg. Runström utgav arbeten inom röntgendiagnostiska området, bland vilka märks studier över de röntgenologiska förhållandena vid inflammationer i mellanörat.